# گاروین (آیووا)
گاروین (به انگلیسی: Garwin) شهری در ایالت آیووا کشور ایالات متحده آمریکا است که جمعیت آن در سرشماری سال ۲۰۱۰ میلادی، ۵۲۷ نفر بوده‌است.